# Rdza grochu

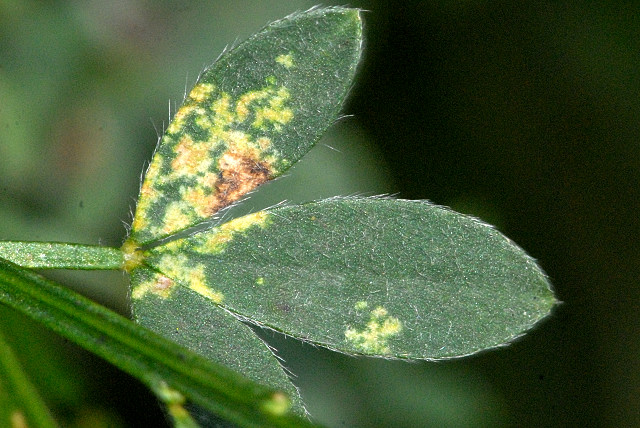
Objawy choroby na liściach grochu

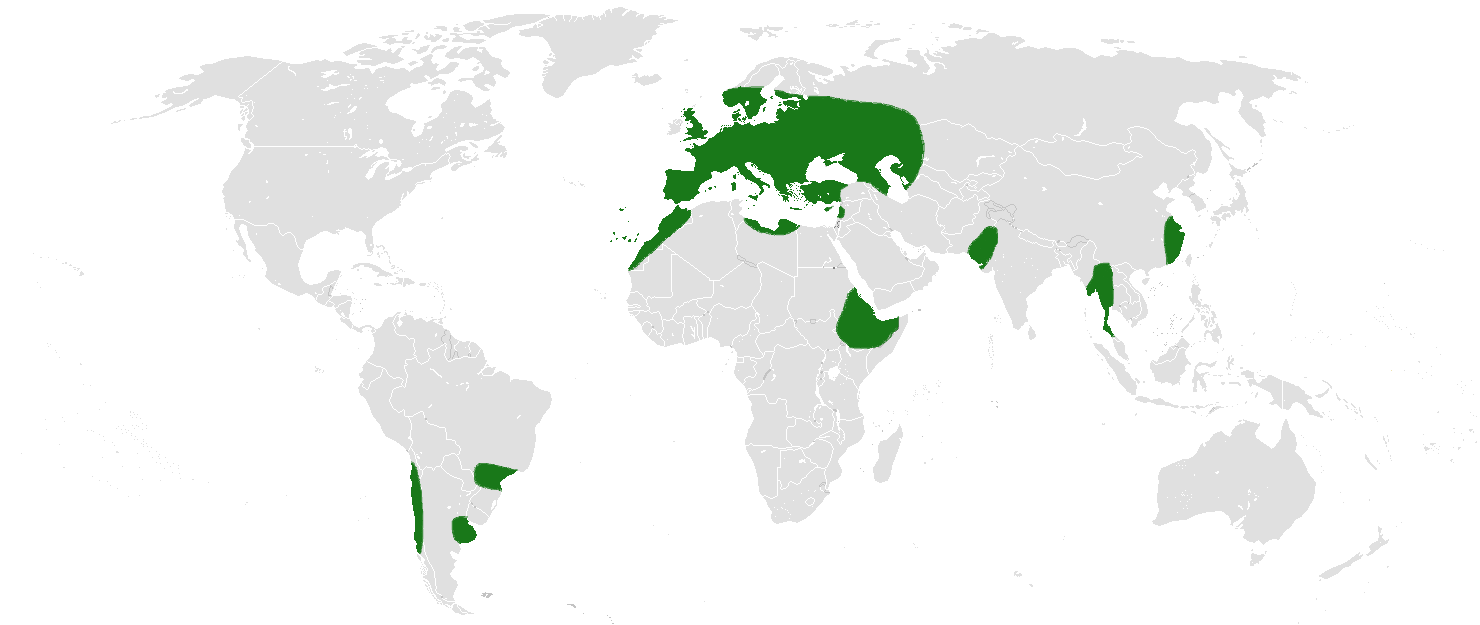
Zasięg występowania rdzy grochu na świecie

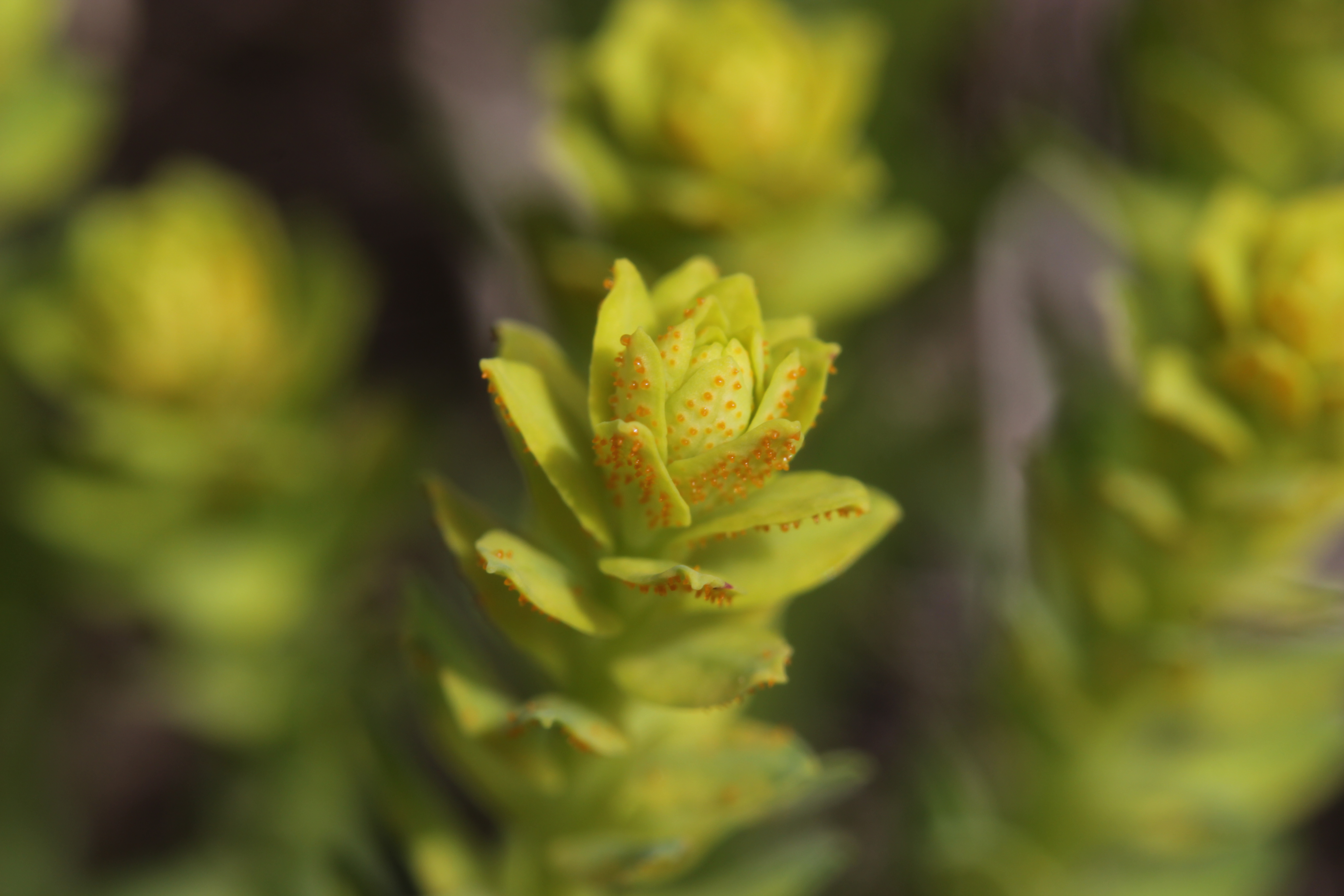
Ecja i spermogonia patogenu na liściach wilczomlecza

Rdza grochu (ang. rust of broad bean) – grzybowa choroba grochu i groszku. Należy do grupy chorób zwanych rdzami. Wywołuje ją Uromyces pisi-sativi (synonim: Uromyces pisi).

## Objawy i szkodliwość
W Polsce choroba występuje rzadko, głównie na plantacjach, w których groch wysiany został późno.
Pierwsze objawy pojawiają się wiosną na liściach wilczomleczu sosnka (Euphorbia cyparissias) i wilczomleczu lancetowatego (Euphorbia esula). Porażone wilczomlecze nie krzewią się, są zżółknięte i nie rozwijają się na nich kwiatostany. Liście są krótsze i grubsze i tworzą się na ich dolnej stronie czarne spermogonia i pomarańczowoczerwone ecja. Na grochu objawy pojawiają się później, na dolnej stronie liści. Mają postać początkowo jasnobrunatnych, a potem czarnych grudek o średnicy około 1 mm.

## Epidemiologia i etiologia
Jest to rdza pełnocyklowa, tzn. wytwarza wszystkie 5 rodzajów zarodników właściwych dla rdzy. Jest pasożytem dwudomowym, tzn. do pełnego cyklu rozwojowego wymagającym dwóch gatunków. Żywicielem ecjalnym (pośrednim) są w Polsce 2 gatunki wilczomleczy, na których tworzą się sporogonia i ecja, żywicielem ostatecznym różne gatunki grochu i groszku, na których powstają jasnobrunatne uredinia i czarne telia. Powstające w teliach teliospory są przetrwalnikami. Zimują na pozostałych w ziemi po zbiorze resztkach roślin (resztki pożniwne). Wiosną wytwarzają na drodze płciowej bazydiospory, które przenoszone przez wiatr infekują wilczomlecze. Wytwarzane na wilczomleczach ecjospory dokonują infekcji pierwotnej grochu i groszku. Powstające na nich urediniospory rozprzestrzeniają chorobę dokonując infekcji wtórnych.
Patogen może także w formie grzybni przetrwać zimę na podziemnych pędach wilczomleczy. Wiosną z pędów takich wyrastają zainfekowane rośliny, na liściach których rozwijają się ecja.
Konieczność występowania dwóch żywicieli, oraz fakt, że patogen najpierw musi rozwijać się na wilczomleczach, powoduje, że na grochu pojawia się później, wskutek czego nie wyrządza mu większych szkód. Z tego też powodu najbardziej zagrożone są te plantacje grochu i groszku, w bliskim sąsiedztwie których rosną porażone przez rdzę grochu wilczomlecze.

## Zwalczanie
Zapobiega się chorobie przez eliminowanie źródeł infekcji. W tym celu należy po zbiorze grochu usuwać z pola resztki roślin. Zaleca się także niszczenie w otoczeniu plantacji porażonych wilczomleczy. Ważną rolę w zapobieganiu chorobie odgrywa wczesny siew grochu. W przypadku zaobserwowania objawów choroby należy jak najwcześniej rozpocząć ochronę chemiczna. Do opryskiwania używa się fungicydów zawierających mankozeb: Dithane M-45 80 WP, Penncozeb 80 WP, Sancozeb 80 WP.